# Route de Saint-Joseph
La route de Saint-Joseph est une importante artère de Nantes, en France.

## Situation et accès
Située dans le quartier Nantes Erdre, cette route, d'une longueur de près de 6 kilomètres, est l'une des principales artères desservant le quartier Nantes Erdre. Elle prend naissance au Boulevard des Belges et termine route de Carquefou. C'est une voie asphaltée ouverte à la circulation automobile. Elle croise le boulevard périphérique par l'intermédiaire d'un échangeur baptisé « porte de la Beaujoire ».

## Origine du nom
Le nom vient du fait qu'elle dessert l'ancien bourg de Saint-Joseph de Porterie.

## Historique
Jusqu’à l’époque de la Révolution, il s'agissait de l'itinéraire secondaire permettant de se rendre vers le bourg de Carquefou (l'autre étant constitué par les actuelles RD 178, avenue de la Gare-de-Saint-Joseph et rue de Koufra). L'itinéraire traversait alors des zones rurales dépendant de la paroisse de Saint-Donatien, avec ses fermes, ses métairies, ses hameaux et ses domaines aristocratiques comme la Renaudière, le Ranzay, Clermont, la Brosse, Porterie ou le Brouillard.
À partir des années 1870, l'urbanisation de la partie sud de la route débute avec l'aménagement du « boulevard de ceinture » (dont le boulevard des Belges est un tronçon). Elle se poursuivra jusqu'au milieu du XXe siècle avec la construction en 1920 de deux des trois cités ouvrières (La Baratte et Le Ranzay) pour loger les ouvriers de la nouvelle usine Batignolles-Châtillon toute proche.
En 1877, la ligne ferroviaire Nantes-Châteaubriant est inaugurée et traverse la route de Saint-Joseph à l'aide d'un passage à niveau situé à proximité du manoir du Ranzay.
En mars 1949, le lieu-dit « Le Grand Clos », situé à proximité de la cité du Ranzay, verra sortir de terre l'un des premiers lotissements nés de la reconstruction après la seconde Guerre mondiale, qui fut élaborée par l’architecte Michel Roux-Spitz.
En 1965, la cité du Ranzay est démolie remplacé par des constructions neuves dont les plus récentes datent de 1998.
Durant les années 1960, débute également l'aménagement du parc des expositions de la Beaujoire qui compte actuellement 20 hectares. Le parc floral situé à proximité sera créé en 1971 pour les 3e Floralies Internationales.
La cité de la Baratte laissé à l'abandon dès 1974, est aujourd'hui remplacée par le stade de la Beaujoire inauguré en 1984.
En janvier 1977, le manoir du Ranzay situé au no 249, racheté par la ville de Nantes quelques années auparavant devient la mairie annexe du quartier.
En 1990, la ligne 1 du tramway, mise en servie cinq plus tôt, est prolongée pour desservir le quartier de la Beaujoire, une station baptisée Beaujoire est aménagée à proximité de la route à l'angle du boulevard de la Beaujoire. En 2012, les emprises ferroviaires de la ligne Nantes-Châteaubriant sont également modifiées afin d'accueillir un nouvel embranchement de la ligne 1, dans le cadre de la première phase de la connexion des lignes 1 et 2, lequel se termine par une station terminus Ranzay se trouvant près de l'ancien manoir de Clermont.
L'urbanisation de la route se poursuit au début des années 2000, avec notamment la création de l'écoquartier "ZAC Erdre Porterie" desservie depuis 2013 par la ligne de Chronobus C6 qui emprunte la route de Saint-Joseph sur les trois quarts de son tracé.

## Rues latérales secondaires

### Boulevard des Batignolles
Pour les articles homonymes, voir Boulevard des Batignolles et Batignolles.
Localisation : 47° 15′ 15″ N, 1° 31′ 36″ O
Cette artère rectiligne d'environ 500 mètres de longueur, longe à une centaine de mètres maximum le périphérique sur son côté sud, et rejoint l'avenue de la Gare-de-Saint-Joseph au niveau de l'ancienne église Saint-Georges des Batignolles, construite au milieu des années 1930 par des architectes René Ménard et Maurice Ferré (également concepteurs de l'église Sainte-Thérèse de Nantes).
Au no 31, se trouve une reconstitution de maison en bois construite par les Établissements Bessonneau pour loger les ouvriers de l'usine des Batignolles toutes proche dans les trois cités ouvrières édifiées à cet effet : La Baratte, La Halvèque et Le Ranzay.